# Timana catanata
Timana catanata är en fjärilsart som beskrevs av Saalmüller 1891. Timana catanata ingår i släktet Timana och familjen mätare. Inga underarter finns listade i Catalogue of Life.